# Scaptia bernhardi
Scaptia bernhardi är en tvåvingeart som beskrevs av H. Oldroyd 1947. Scaptia bernhardi ingår i släktet Scaptia och familjen bromsar. Inga underarter finns listade i Catalogue of Life.